# Ford apre la via/L'altalena
Ford apre la via/L'altalena pubblicato nel 1969 è un 45 giri promozionale commissionato dalla casa automobilistica Ford della cantante italiana Iva Zanicchi

## Tracce
Lato A
- Ford apre la via - (Stan Turner)

Lato B
- L'altalena - (Gianfranco Tadini - Cesare Bovio)